# Betty Monroe
Betty Monroe  (Mexikóváros, Mexikó, 1978. március 4. –) mexikói színésznő, modell.

## Élete és pályafutása
Beatriz Monroe Alarcón néven született 1978. március 4-én. 1998-ban debütált a Tres veces Sofía című telenovellában. 2000-ben Marisela szerepét játszotta a Másnak tűnő szerelemben. 2003-ban A kertész lánya című telenovellában játszott. 2011-ben a Cielo rojo című sorozatban Sofía Márquez szerepét játszotta. 2012-ben megkapta Galilea Batista szerepét a La mujer de Judas című telenovellában.

## Filmográfia
| Év   | Cím                                                 | Szerep                     | Megjegyzés       |
| ---- | --------------------------------------------------- | -------------------------- | ---------------- |
| 2016 | Sueño de amor                                       | Esperanza Guerrero         | Főszereplő       |
| 2015 | Un escenario para amar                              | Zoila Lezama               | Mellékszereplő   |
| 2014 | Las Bravo                                           | Candela                    | Mellékszereplő   |
| 2013 | Corazón en condominio                               | Jessica                    | Negatív szereplő |
| 2012 | La mujer de Judas                                   | Galilea Del Toro Batista   | Mellékszereplő   |
| 2011 | Cielo rojo                                          | Sofía Márquez de Molina    | Negatív szereplő |
| 2007 | Bellezas indomables                                 | Berenice Lamas de Urquillo | Negatív szereplő |
| 2003 | A kertész lánya (La hija del jardinero)             | Andreina Torres            | Mellékszereplő   |
| 2001 | Mint a filmekben (Como en el cine)                  | Rubí de Billetes           | Mellékszereplő   |
| 2000 | Másnak tűnő szerelem (El amor no es como lo pintan) | Marisela Aguilera          | Mellékszereplő   |
| 1998 | Perla                                               | -                          | Mellékszereplő   |
| 1998 | Tres veces Sofía                                    | Titkárnő                   | Mellékszereplő   |